# Ahmed Mater
Ahmed Mater (* 25. Juli 1979 in Tabuk, Saudi-Arabien) ist ein saudi-arabischer Arzt und Künstler.

## Leben
Mater studierte Medizin an der King Khaled University in Abha im Südwesten Saudi-Arabiens. Nach seinem Abschluss als Chirurg ließ er sich in den 1990er-Jahren dort und in Dschedda als Künstler nieder.
Maters Ausdrucksformen sind neben der Malerei Fotografie, Kalligraphie sowie Installationen, Performance und Videoarbeiten. Er lebt mit seiner Ehefrau in Dschedda am Roten Meer, wo das Ehepaar sein Studio hat und einen Ausstellungssalon betreibt.
Mater ist seit der Mitte des letzten Jahrzehnts national und international durch Ausstellungen  und Installationen sowie durch seine Publikationen bekannt geworden. 2003 war er Mitbegründer der Initiative Edge of Arabia, die sich für eine bessere Wahrnehmung arabischer Kunst und Kultur, insbesondere aus Saudi-Arabien, einsetzt.

## Ausstellungen
- 2004: Standing in Front of You, King Khaled University, Abha.
- 2006: Ahmed Mater Al Ziad Aseeri, Botschaft Saudi-Arabiens, London.
- 2006: Son of Aseer, Al Meflaha Arts Village, Abha.
- 2009: Illumination, Art Space, Dubai, Vereinigte Arabische Emirate.
- 2010: Ahmed Mater, The Vinyl Factory Gallery, London.
- 2012: Hajj Journey to the Heart of Islam, British Museum, London.
- 2013: 100 Found Objects, Sharjah Museum, Sharjah, Vereinigte Arabische Emirate.

## Veröffentlichungen
- Desert of Pharan. Unofficial Histories Behind the Mass Expansion of Mecca. Lars Müller Publishers, Zürich 2016, ISBN 978-3-03778-485-3.